# La Valenciana (orxateria)
La Valenciana és una orxateria de Barcelona, fundada l'any 1910 per Severino Cortés, originari de Xixona (l'Alacantí). Es tracta de la primera orxateria oberta a la ciutat. S'han especialitzat en l'elaboració d'orxata, torrons i gelats artesanals, però també d'aperitius salats, xocolata i dolços tradicionals com els fartons.
La seva és considerada una de les millors orxates de la ciutat, i per aquest motiu des del 2021 forma part de la Ruta de l'Orxata, un grup d'orxateries artesanals de Barcelona i Badalona que pretén promoure el consum d'aquesta beguda dolça i fresca, integrada per les orxateries barcelonines La Valenciana, Sirvent, El Tío Che i La Campana, i la badalonina Fillol.

## Història
Abans d'arrelar a Barcelona, la família Cortés tenia una orxateria a la ciutat de Tànger (Marroc), d'on van haver de marxar el 1905 quan ho van perdre tot a causa de la crisi internacional que es va desencadenar. A Barcelona aquesta nissaga de torroners hi va arribar el maig de 1910 amb la intenció de vendre els productes que elaboraven en una fira que hi havia a la plaça de la Universitat; poc després van inaugurar el seu primer establiment a tocar, al carrer d'Aribau número 1, fent xamfrà amb la Gran Via de les Corts Catalanes. Allà hi van romandre durant 90 anys, abans de traslladar-se uns metres més amunt.